# Estação Banco de España
Banco de España é uma estação da Linha 2 do Metro de Madrid.